# John Robartes (1er comte de Radnor)
John Robartes (1606 - 17 juillet 1685) est un homme politique anglais qui s'est battu pour la cause parlementaire pendant la guerre civile anglaise. Il se retire de la vie publique avant le procès et l'exécution de Charles Ier (1649) et ne prend une part active à la politique qu'après la Restauration anglaise en 1660. Pendant le règne de Charles II, il s’oppose au parti Cavalier (car il voulait plus de tolérance envers les sectes religieuses non anglicanes). Vers la fin de sa vie, il s'oppose aux groupes protestants les plus extrêmes, dirigés par Anthony Ashley-Cooper (1er comte de Shaftesbury), qui refusent d'accepter la succession de Jacques II, car il est catholique . 

## Biographie

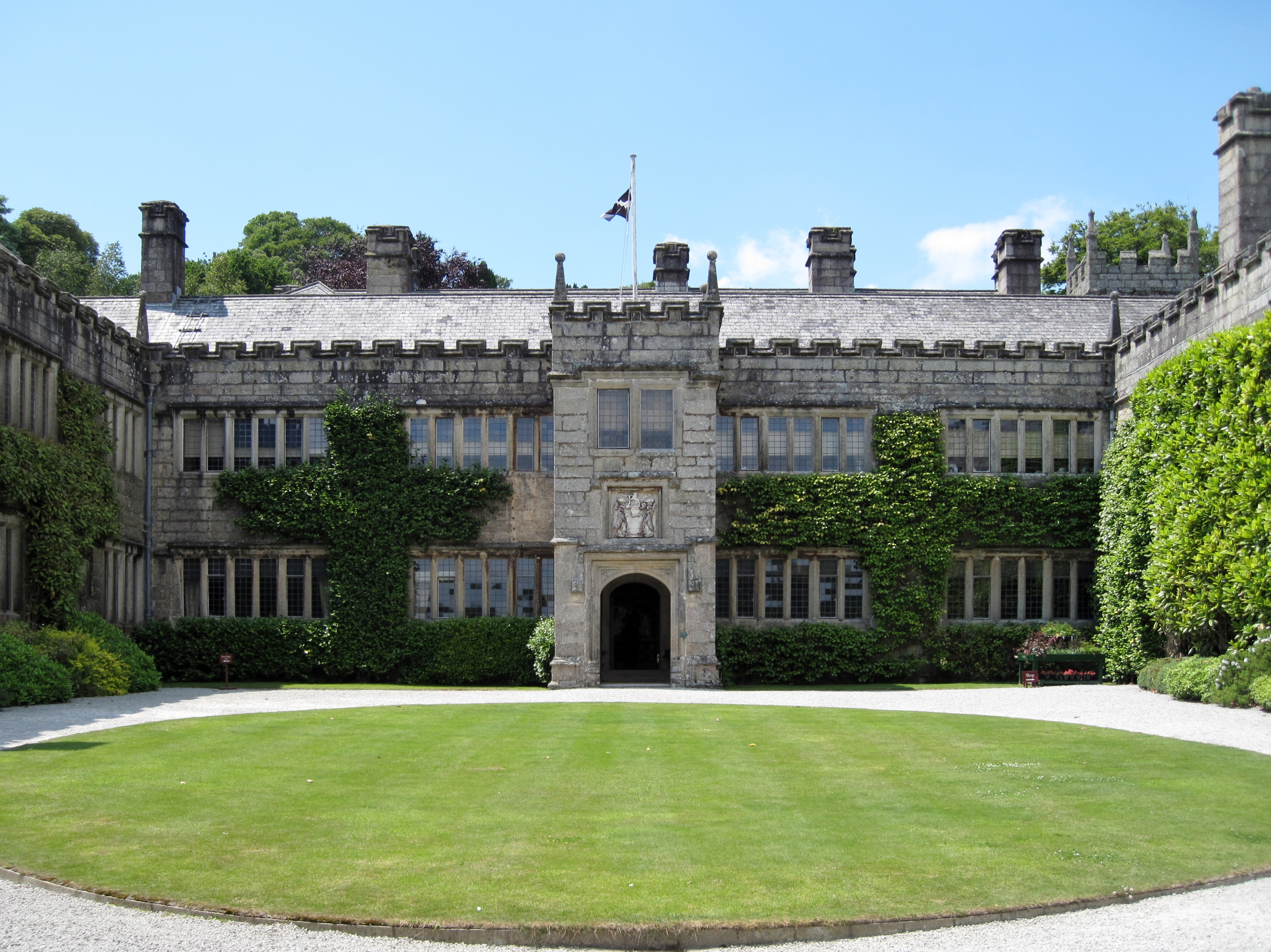
Lanhydrock House

Né à Truro, où son père Richard Robartes est fait chevalier en 1616, créé baronnet en 1621 et est élevé à la pairie en tant que baron Robartes de Truro en 1625. La famille a amassé des richesses par le commerce de l'étain,  le bois et ajoncs (genêts) utilisé par les fonderies d'étain, et en 1620 achète et commence à étendre Lanhydrock House près Bodmin comme le siège de la famille. La baronnie est achetée pour £ 10 000 en 1625. Les adversaires du duc de Buckingham prétendent que cet anoblissement a été acheté sous la contrainte. 
Son fils, John, est le premier membre de la famille à recevoir une éducation universitaire, à Exeter College, Oxford. Son père devient l'ami de Robert Rich (2e comte de Warwick) et réussit à organiser le mariage de son fils avec la fille cadette du comte, Lucy, cimentant ainsi une alliance qui met John en contact avec des prédicateurs radicaux influents de l'époque. Convaincu des doctrines plus calvinistes de l'Église d'Angleterre, John s'inquiète de l'inclinaison arminienne de la politique religieuse du roi Charles Ier et de son régime de plus en plus autocratique. Il croit que le roi a été induit en erreur par de mauvais conseillers. Pour cette raison, John Robartes se bat du côté du Parlement et, selon sa vision des choses, également du Roi, pendant la guerre civile. Il combat avec courage à la Bataille d'Edgehill le 23 octobre 1642 et à la première bataille de Newbury, le 20 septembre 1643. 
Il devient membre du Comité des deux royaumes. Ce comité, où siègent également ses mentors, les comtes de Warwick et d’Essex, lui permet d’apprécier le presbytérianisme écossais. Il s'est toujours appuyé sur sa propre interprétation de la Bible; les annotations qu'il fait dans ses livres montrent qu'il sympathise avec ceux qui mettent la foi au-dessus du rituel. Il succède à son père, Richard Robartes, comme baron Robartes en mai 1634. 
Certains, notamment William Sanderson, affirment qu'il a persuadé le comte d'Essex de faire sa malheureuse marche en Cornouailles en 1644. Il s'échappe avec le comte de Fowey après la défaite de l'armée parlementaire dans les premiers jours de septembre 1644. Arrivé à Plymouth en toute sécurité, il en devient le gouverneur et défend la ville contre les royalistes assiégeants. Avec l'ordonnance d'autodéfense d'avril 1645, il perd son commandement à Plymouth et comme son beau-frère, le comte de Manchester, assiste aux succès de la New Model Army de Cromwell. Comme les autres lords qui ont pris le parti du Parlement, il est marginalisé par les soi-disant indépendants, qui ne voient aucun avenir dans les négociations en cours avec le roi Charles. L'exécution du roi l'aurait consterné. 
Entre l'exécution de Charles Ier et la restauration de Charles II en 1660, il se retire à Lanhydrock avec sa famille et ne prend pratiquement aucune part à la vie publique. De Lanhydrock, il exerce une influence en Cornouailles, bien qu'il semble avoir consacré la majeure partie de son temps à étudier et à sa famille grandissante. Après 1660, il devient un homme public important, influençant les presbytériens, et se range parmi les ennemis de Lord Clarendon. Il est régulièrement attaqué (notamment par Samuel Pepys) pour incompétence, dilettantisme, arrogance et mauvaise humeur. On lui offre le poste de Lord lieutenant adjoint d'Irlande en 1660, mais il refuse, et est finalement Lord lieutenant d'Irlande en 1669-1670; de 1661 à 1673, il est Lord du sceau privé bien qu'il n'ait exercé ses fonctions qu'après son retour d'Irlande. Il se retire une nouvelle fois à Lanhydrock où il passe beaucoup de temps à chasser le cerf et le lièvre dans ses parcs. Il est élu membre de la Royal Society en 1666. 
En 1679, Charles II le rappelle à une charge publique pour contrer le pouvoir grandissant des Whigs, une faction alors opposée à la succession du frère de Charles, le catholique Jacques, duc d'York. En 1679, pour son soutien à la politique de Charles visant à faire de son frère son successeur, John est nommé Lord président du Conseil et est créé vicomte Bodmin et comte de Radnor dans la pairie d'Angleterre. Il est président jusqu'en 1684 et continue d'assister aux sessions de la Chambre des lords jusqu'à quelques semaines avant sa mort à Chelsea le 17 juillet 1685. 
Il est enterré dans la crypte familiale de l'église de Lanhydrock avec peu de cérémonie, comme il l'a stipulé dans son testament . 

## Famille
Il s'est marié deux fois: d'une part, à Lucy Rich, deuxième fille de Robert Rich (2e comte de Warwick) et Frances Hatton, avec qui il a trois fils, dont Robert Robartes (vicomte Bodmin) et Hender ; et en secondes noces avec Letitia Isabella (décédée en 1714), fille de John Smith, de Bidborough, dans le Kent, avec qui il a neuf autres enfants, dont Francis Robartes, et Araminta, qui épouse Ezekiel Hopkins, évêque de Derry. Cette dame est identifiée avec le "Lady Robarts" mentionné dans Mémoires du comte de Grammont du comte Hamilton , par C. Antoine Hamilton. Edition ornée de portraits LXXII, Graves d'apres les tableaux originaux., A Londres, [1793] (elle est décrite par Pepys comme "une grande beauté en effet."). 
Le fils aîné de John Robartes, Robert, est ambassadeur au Danemark en 1681 et y meurt en février 1682. Il épouse Sarah Bodvel, deuxième fille de John Bodvel de Bodvile Castle, dans le nord du Pays de Galles, un mariage qui déplait à son père, dont le consentement n'a pas été obtenu, et l'a conduit à le déshériter en faveur d'un cousin éloigné. Le titre de Radnor revient plus tard à son fils Charles (1660-1723), mentionné par Jonathan Swift dans son Journal to Stella et qui réussit à reconquérir l'héritage Bodvel. Le titre s'éteint à la mort du quatrième comte, John Robartes (4e comte de Radnor) (1686-1757), fils aîné de Francis Robartes. 